# Phare du Bout du Monde
Pour les articles homonymes, voir Phare du bout du monde.
Le phare du Bout du Monde de La Rochelle en Charente-Maritime, est un phare au large du cap de la pointe des Minimes, à l'entrée du chenal maritime du port de plaisance La Rochelle. Il est un lieu de mémoire littéraire du roman Le Phare du bout du monde de Jules Verne de 1905, inspiré de sa réplique du phare du bout du monde de Patagonie argentine de 1884, de l'île des États située à l'est de la péninsule Mitre en Terre de Feu, dans la région du cap Horn et des cinquantièmes hurlants (une des zones maritimes les plus dangereuses du globe).

## Description
A l'image du modèle original historique argentin, ce phare en bois octogonal projette sa lumière de signalisation maritime depuis une lanterne sphérique à son sommet, produite par sept lampes à huile fonctionnant à l'huile de colza sur deux côtés, à travers de gros cristaux, avec un faisceau d'une portée de 27 km (15 milles marins) sur un angle de 93°.

## Histoire

### Phare du Bout du Monde de Patagonie

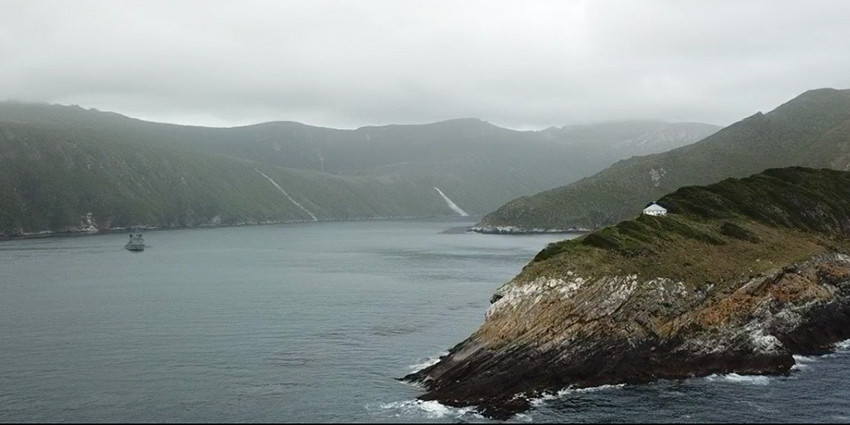
Le phare du bout du monde de Terre de Feu en Patagonie argentine (2019)

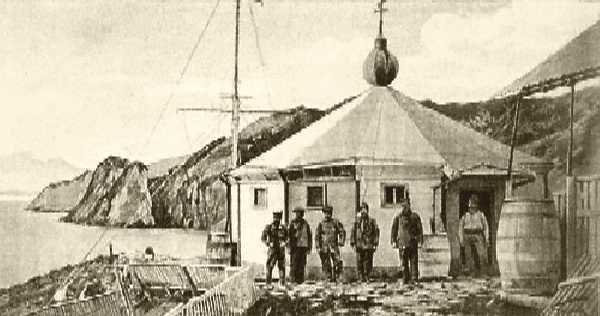
Le phare du bout du monde historique de Patagonie (1898)

Construit en 1884 sur un promontoire à 70 m au-dessus de la mer, dans la région d'Ushuaïa et du cap Horn de la pointe sud de l'Amérique du Sud, il est laissé à l'abandon en 1902 et progressivement détruit par les éléments naturels, à la suite de ses conditions de vie climatiques très inhospitalières des cinquantièmes hurlants de l'Antarctique, et à l'inauguration du nouveau phare Año Nuevo d'une île voisine. Jules Verne s'en inspire pour un de ses derniers romans à succès posthumes Le Phare du bout du monde de 1905. Ses vestiges sont redécouverts en 1993 par André Bronner (dit « Yul Vernes ») un grand aventurier rochelais qui décide, tel Robinson Crusoé, de partir à la découverte de ce lieu de mémoire littéraire des souvenirs de son enfance,. À la suite de sa découverte, il décide de partir le reconstruire en 1994, en collaboration avec les Ateliers Perrault Frères et une dizaine d'associés bâtisseurs. À travers la reconstruction de ce phare, Bronner souhaite favoriser les échanges culturels entre la France et l'Argentine, en créant en 1995 l'« Association du phare du bout du monde » de La Rochelle. Le phare argentin de l'autre bout du monde émet à nouveau sa lumière depuis le 26 février 1998, avant d'être classé monument historique national d'Argentine depuis 1999.

### Phare du Bout du Monde de La Rochelle
Deux ans plus tard, André Bronner décide d'ériger une seconde réplique du phare original de 1884, sur pilotis, à l'entrée du chenal maritime du port de plaisance La Rochelle, à 600 m au large du cap de la pointe des Minimes, et à 12 780 km de distance de l'original. Celle-ci est inaugurée le 1er janvier du passage à l'an 2000. Bien qu'il ne soit pas ouvert au public, ce phare-musée privé municipal est une des attractions touristiques phares de La Rochelle. Accessible à pied à marée basse, il est occasionnellement gardienné, en toute saison, par tranches de 24 heures par des membres aventuriers volontaires invités privilégiés de l'« Association du phare du bout du monde »,.

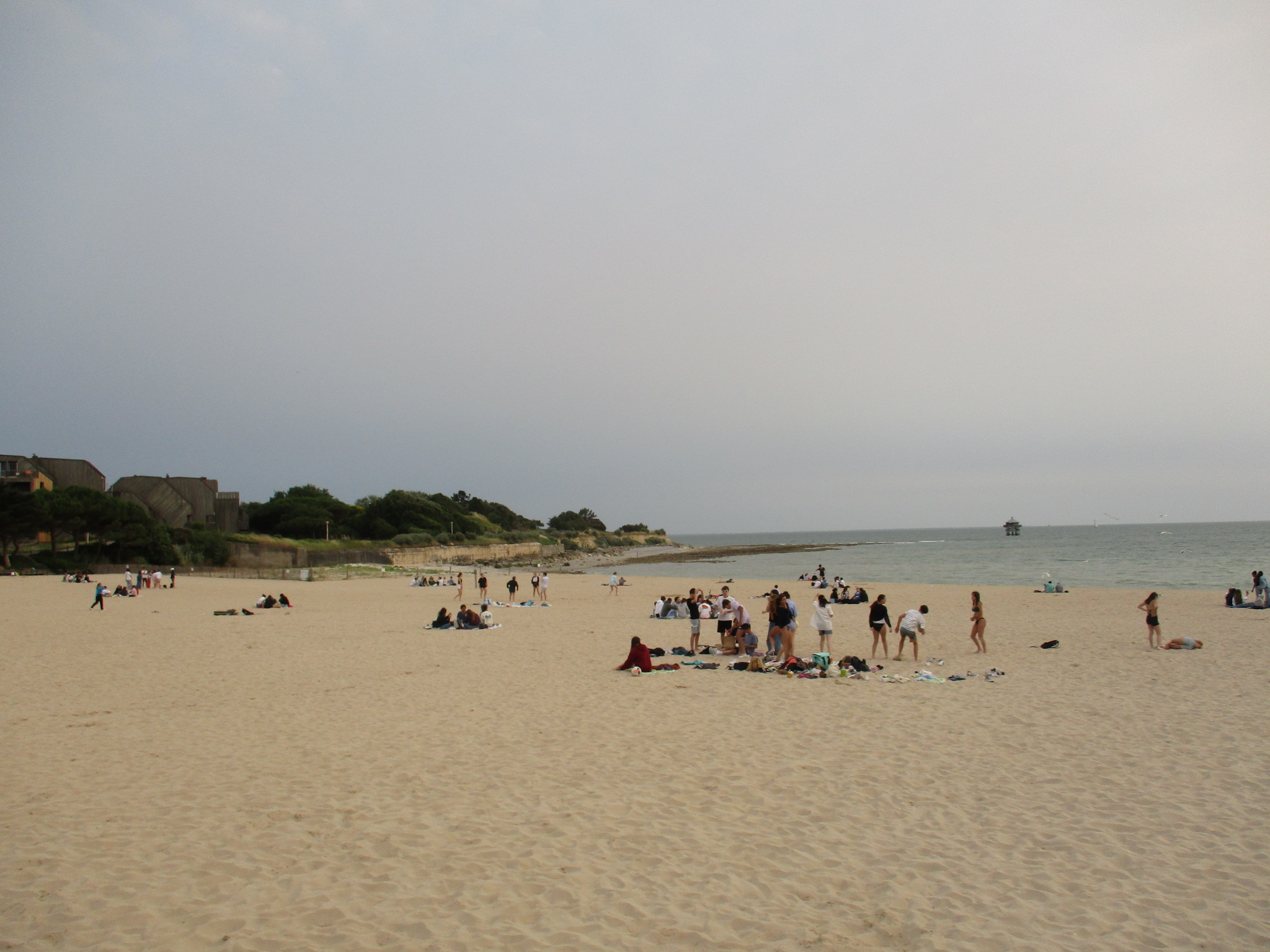
Plage des Minimes près de laquelle se trouve le phare
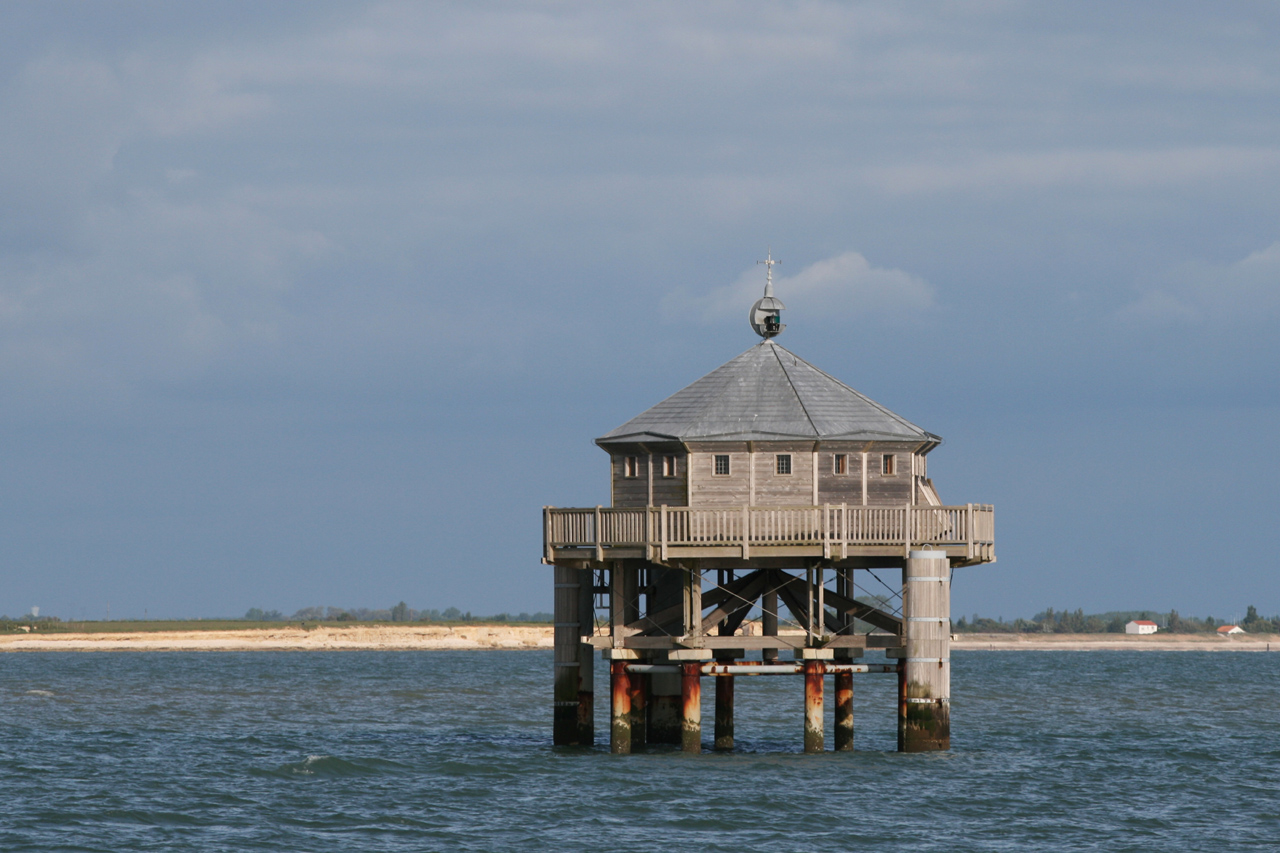
Le phare côté mer
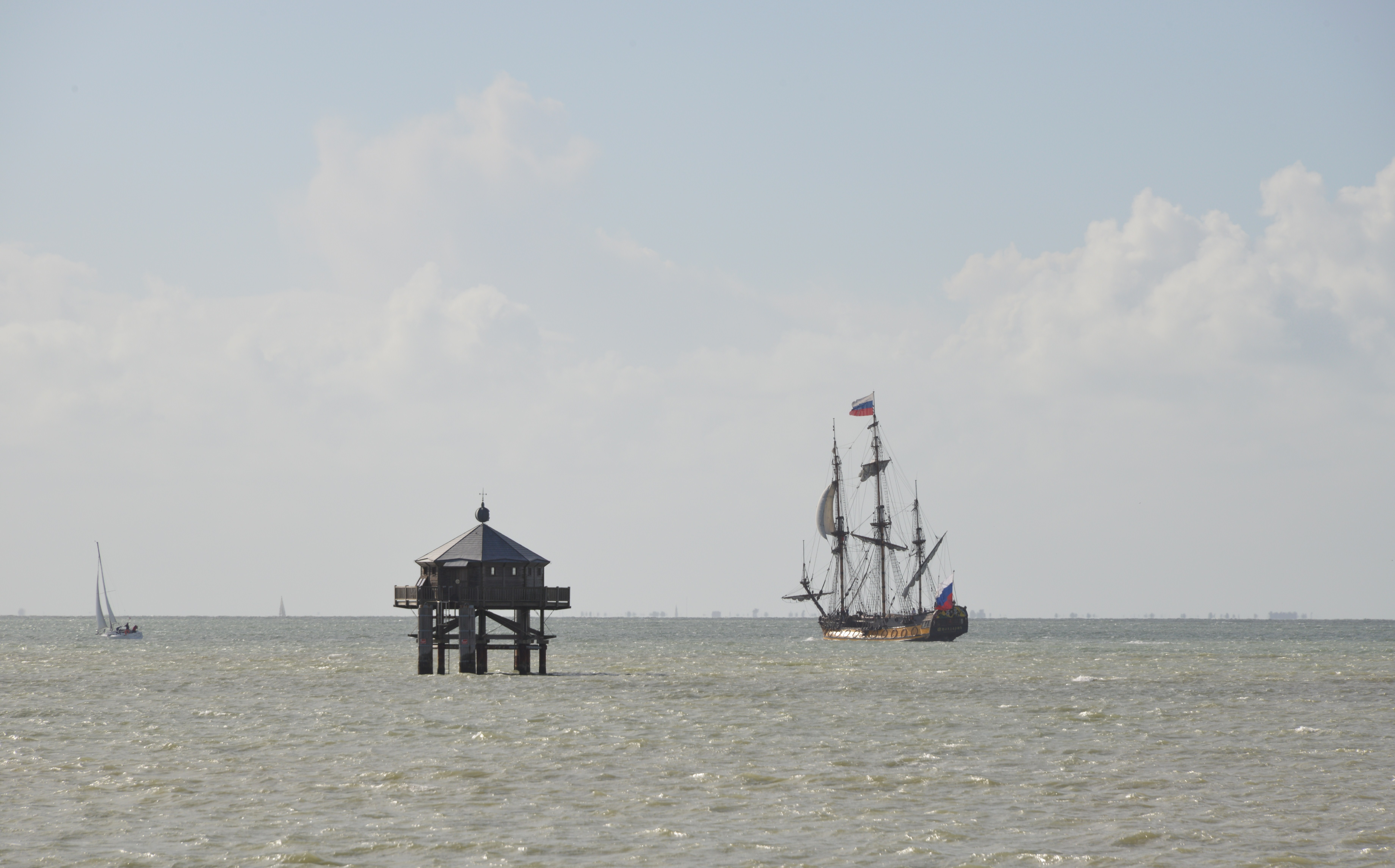
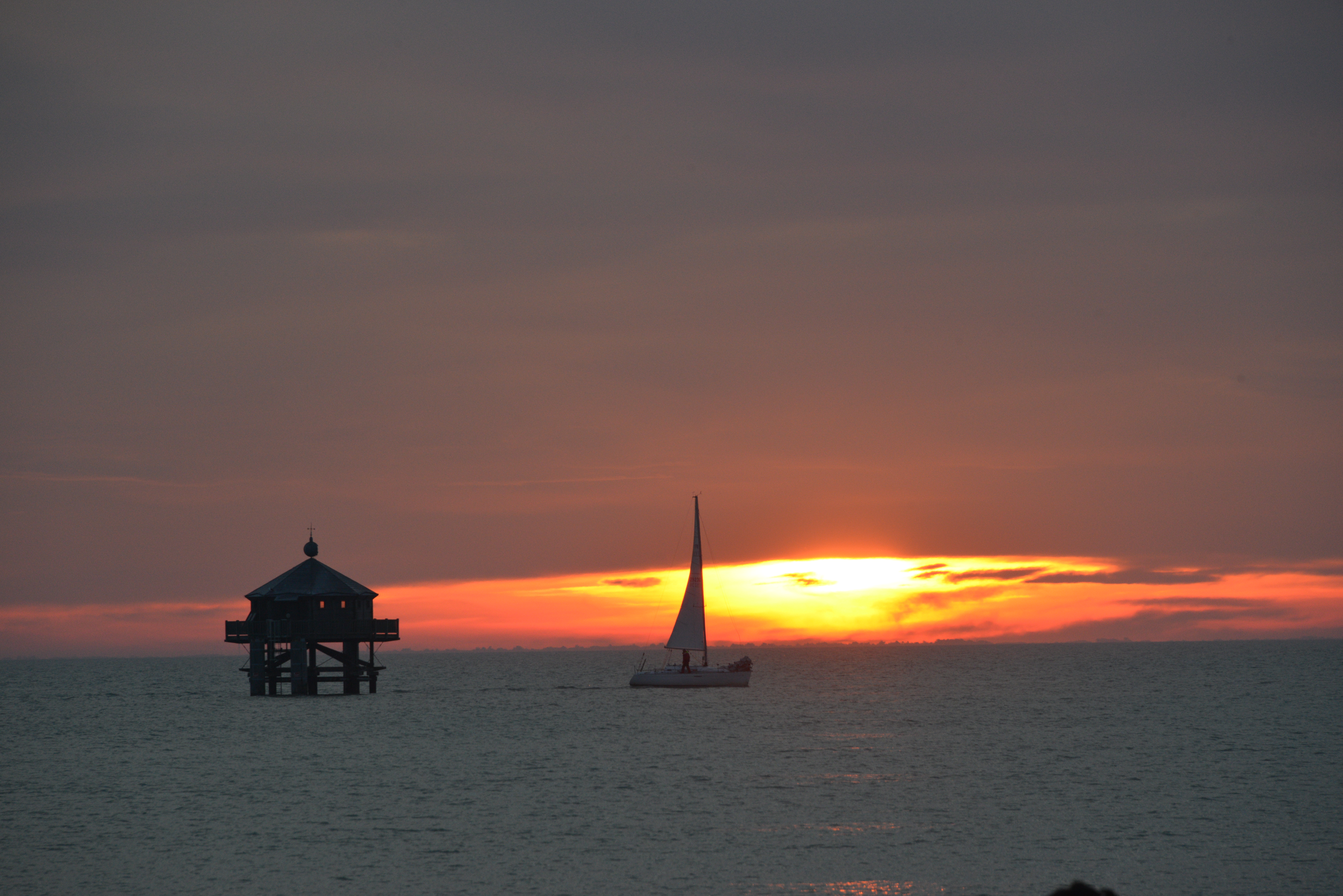

## Littérature
- 1905 : Le Phare du bout du monde, roman de Jules Verne, inspiré des lieux.

## Cinéma
- 1971 : Le Phare du bout du monde (film), de Kevin Billington, d’après le roman précédent, avec Kirk Douglas et Yul Brynner.